# Gustav Pfleger-Moravský
Gustav Pfleger-Moravský (* le 27 juillet 1833 à Karasín (cs), aujourd'hui rattaché administrativement à Bystřice nad Pernštejnem décédé le 20 septembre 1875 à Prague) est un poète, un dramaturge, un traducteur et un romancier tchèque.

## Biographie
Gustav Pfleger était le 9e enfant d'un garde général des forêts à Karasín. Après la mort de son père, la famille alla à Prague. Il y fréquenta l'école allemande et le lycée dans la Vieille Ville, puis étudia à l’agence d'assurance tchèque à Prague. Il mourut d'une maladie pulmonaire dont il souffrait déjà quand il faisait ses études.

## Œuvres
Il accordait une grande importance à l’élaboration d'un genre caractéristique pour le roman tchèque. Les héros de ses livres révèlent le plus souvent les sentiments et la vie intérieure de l'auteur : solitaires et désabusés, ils tentent sans cesse de briser le carcan de leur situation. Plus que pour ses recueils de vers et ses drames historiques, on se souvient de lui pour le roman Z de malého světa (D'un petit monde, 1864), qui dans la littérature tchèque a représenté pour la première fois la vie du prolétariat.
En 1865 Antonín Dvořák composa le cycle de lieder Les Cyprès d’après 18 poèmes de Gustav Pfleger-Moravský.